# El club de los bulliciosos
El club de los bulliciosos fue un programa de infantil colombiano emitido entre 1985 cuando TeVecine empezaba sus labores como productora hasta convertirse en programadora dos años después hasta 1991 dando los sábados a las 11:30 A.M. por Cadena Uno de Inravision.
Fue presentado por el chileno Manuel Jorge Olivares Núñez, más conocido como Payaso Miky, y acompañando a los payasos que habían estado en Animalandia —Pernito (Alberto Noya), Tuerquita (Alberto Noya Sanmartín), Bebé (Luis Miguel Noya) y Tribilín (Luis Silva)—. Fue creado y dirigido por Guillermo Alfonso Forero Neira, también estuvieron el mago Pilochan o el Tío Memo y Pilar Arango.
En este programa saltó la famosa frase: Somos los Bulliciosos sí señor, nosotros hacemos bulla de lo mejor dicho por Miky.
Traían concursos, juegos y música además invitados nacionales e internacionales y cantaban las canciones de Miky como:
- La colita es mía.
- Himno a los bulliciosos.
- Cinco, cinco, cinco.
- Mi amigo el doctor.
- Que Dios cuide a mi papá.
- Te quiero Colombia.
- Canción a mi mamita.
- Mis piernitas.
- Ángel de la guarda.
- La fiesta.
- En tu cumpleaños.
- Multiplicar.
- Es Navidad.
- La fiesta de los animales.

En 1989 ganó un Premio India Catalina como mejor programa infantil.
Después de que los Bulliciosos saliera del Aire en 1991. Dos Años después Tribilín y Bebé hicieron un programa llamado Ojo Pelao Bebé en la cual estaba como invitado el Mago Fabrianny.